# Potsdamer Platz

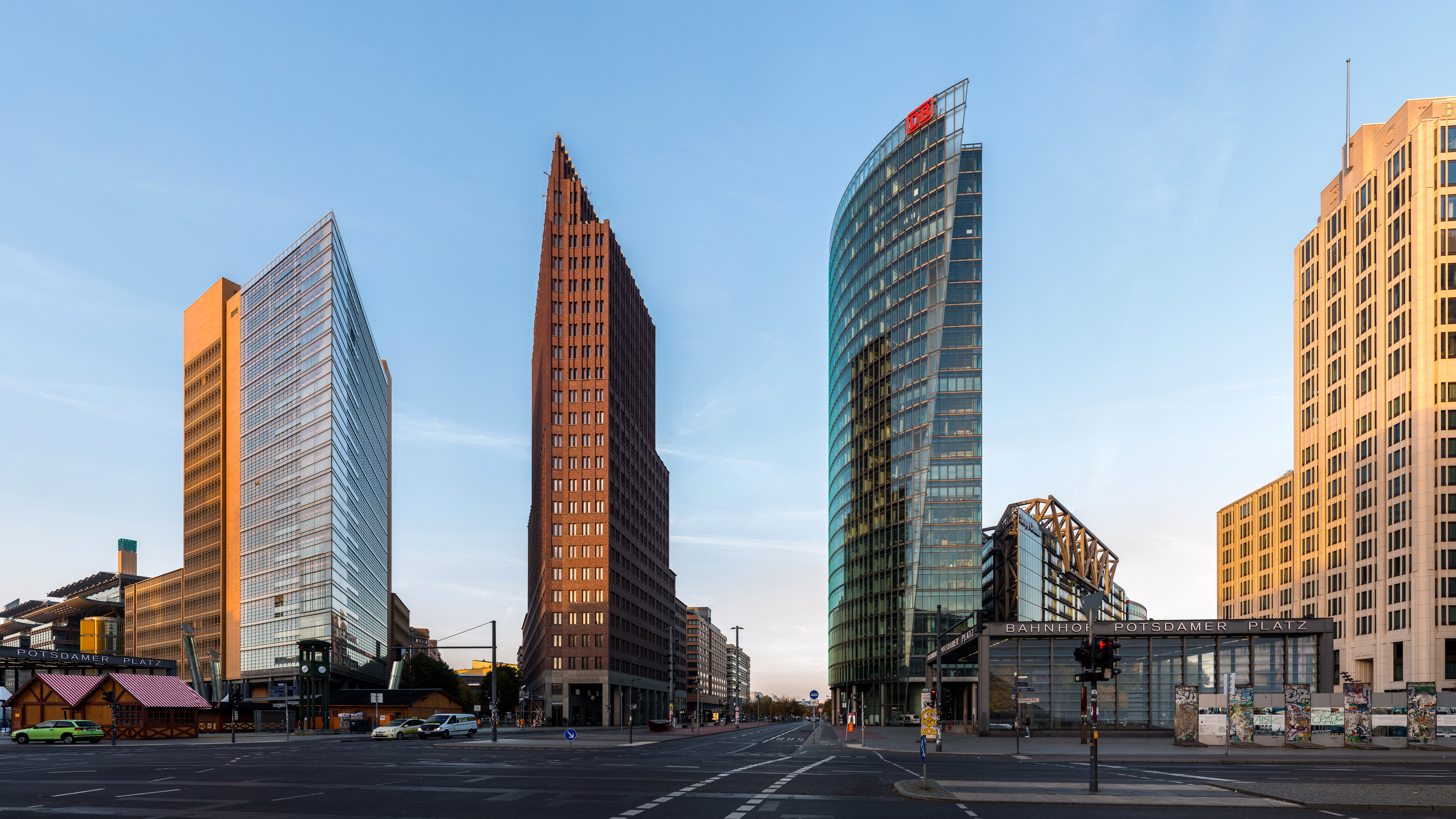
Vista da Potsdamer Platz, com os seguintes edifícios (da esquerda para a direita): prédio de escritórios (pelo arquiteto Renzo Piano), Torre Kollhoff (por Hans Kollhoff), BahnTower (por Helmut Jahn) e Beisheim Center (vários arquitetos).

A Potsdamer Platz é uma importante praça e interseção de tráfego no centro de Berlim, Alemanha, distando cerca de um quilômetro ao sul do Portão de Brandemburgo e do Reichstag (a sede do parlamento alemão), e próxima ao canto sudeste do parque Tiergarten. Seu nome homenageia a cidade de Potsdam, cerca de 25 km à sudoeste, e marca o ponto onde a velha estrada para Potsdam passava através da muralha da cidade de Berlim no Portão de Potsdam. Depois de se transformar, em pouco menos de um século, de um cruzamento de estradas rurais no mais frenético centro de tráfego da Europa, foi totalmente devastada durante a Segunda Guerra Mundial e abandonada durante o período da Guerra Fria, quando o Muro de Berlim dividiu seu antigo sítio. Após a queda do Muro, a praça foi reconstruída e tornou-se um dos mais reluzentes símbolos da nova Berlim.